# Alexander Carathéodory Pascha
Alexander Carathéodory Pascha (em grego: Αλέξανδρος Καραθεοδωρής; 1833–1906) foi um estadista e diplomata grego otomano. Ele esteve envolvido em assuntos diplomáticos após as consequências da Guerra Russo-Turca de 1877-1878.

## Biografia
Nascido em Constantinopla (agora Istambul) como filho de uma família fanariota líder. Seu pai, Stefanos Karatheodori, era o médico pessoal do sultão Mahmud II. Depois de estudar direito em Paris, como muitos fanariotas, seguiu carreira no serviço público do Império Otomano. Em 1874 foi nomeado embaixador em Roma e em 1878 participou nas negociações preliminares com a Rússia sobre o Tratado de San Stefano. Vários meses depois foi enviado para a Alemanha como o comissário-chefe da Porte para o Congresso de Berlim. Lá ele teve sucesso em mudar os termos de paz de San Stefano em favor do Império Otomano (Tratado de Berlim).
Em novembro de 1878, ele foi nomeado governador-geral de Creta com a tarefa de acalmar a situação tensa da ilha, que havia descido para uma guerra quase civil devido às tensões entre os habitantes cristãos e muçulmanos da ilha. Logo, no entanto, em dezembro de 1878, ele foi chamado de volta e tornou-se Ministro dos Negócios Estrangeiros otomano, cargo que ocupou até que renunciou em 1879.
Karatheodori terminou sua carreira como o príncipe da ilha grega autônoma de Samos por uma década inteira (1885-1895). Em maio de 1895, ele foi novamente nomeado governador de Creta em meio a uma tensão intercomunitária renovada, mas não conseguiu restaurar a ordem e renunciou em dezembro.
Ele morreu em Constantinopla. 